# Alfred Storch
Alfred Storch (* 4. April 1888 in Hamburg; † 2. Februar 1962 in Münsingen, Schweiz) war ein deutscher Psychiater.

## Leben
Nach dem Studium der Medizin in München, Freiburg im Breisgau, Berlin, Bonn und Heidelberg konnte Storch am 13. Dezember 1912 beim Psychiater und Neurologen Franz Nissl promovieren, an dessen Klinik er unter anderem Karl Jaspers und Arthur Kronfeld kennenlernte.
Ab 1919 war Storch Assistenzarzt an der Universitätsnervenklinik in Tübingen unter Robert Gaupp, bevor er 1927 zu Robert Sommer an die Psychiatrische Universitätsklinik nach Gießen wechselte, bei dem er sich ein Jahr darauf auch habilitieren konnte. Von seinen vielen Aktivitäten ist erwähnenswert, dass er hier interdisziplinäre theologische Seminare mit Martin Buber und Paul Tillich organisierte.
1933 wurde er als sogenannter Volljude sofort entlassen. Er konnte in die Schweiz emigrieren, wo er mit umsichtiger Unterstützung ihres Leiters Max Müller von 1934 bis 1954 an der kantonalen Heil- und Pflegeanstalt Münsingen tätig und wohnhaft werden konnte – allerdings um den Preis, wieder als Assistenzarzt arbeiten zu müssen. 1950 gelang es ihm, sich an der Universität Bern im Fach Philosophie für „Philosophisch-psychopathologische Probleme der menschlichen Existenz mit besonderer Berücksichtigung anormaler Daseinsformen“ zu habilitieren.
Nach Beendigung seiner Berufstätigkeit erhielt er 1955 das Schweizer Bürgerrecht. 1958 wurde ihm als Zeichen der Wiedergutmachung der Titel eines Honorarprofessors der Universität Gießen verliehen.